# Theaterplatz
La Theaterplatz di Dresda è una piazza storica della città. Si trova nella parte occidentale della Innere Altstadt.

## Posizione

Foto a 360° della Theaterplatz in notturna.

La Theaterplatz è la piazza di Dresda sulla quale si affaccia la Semperoper, l'ex teatro di corte. Si trova in Sophienstraße tra Postplatz e l'Augustusbrücke. Confina direttamente con la riva del fiume Elba.

## Costruzioni

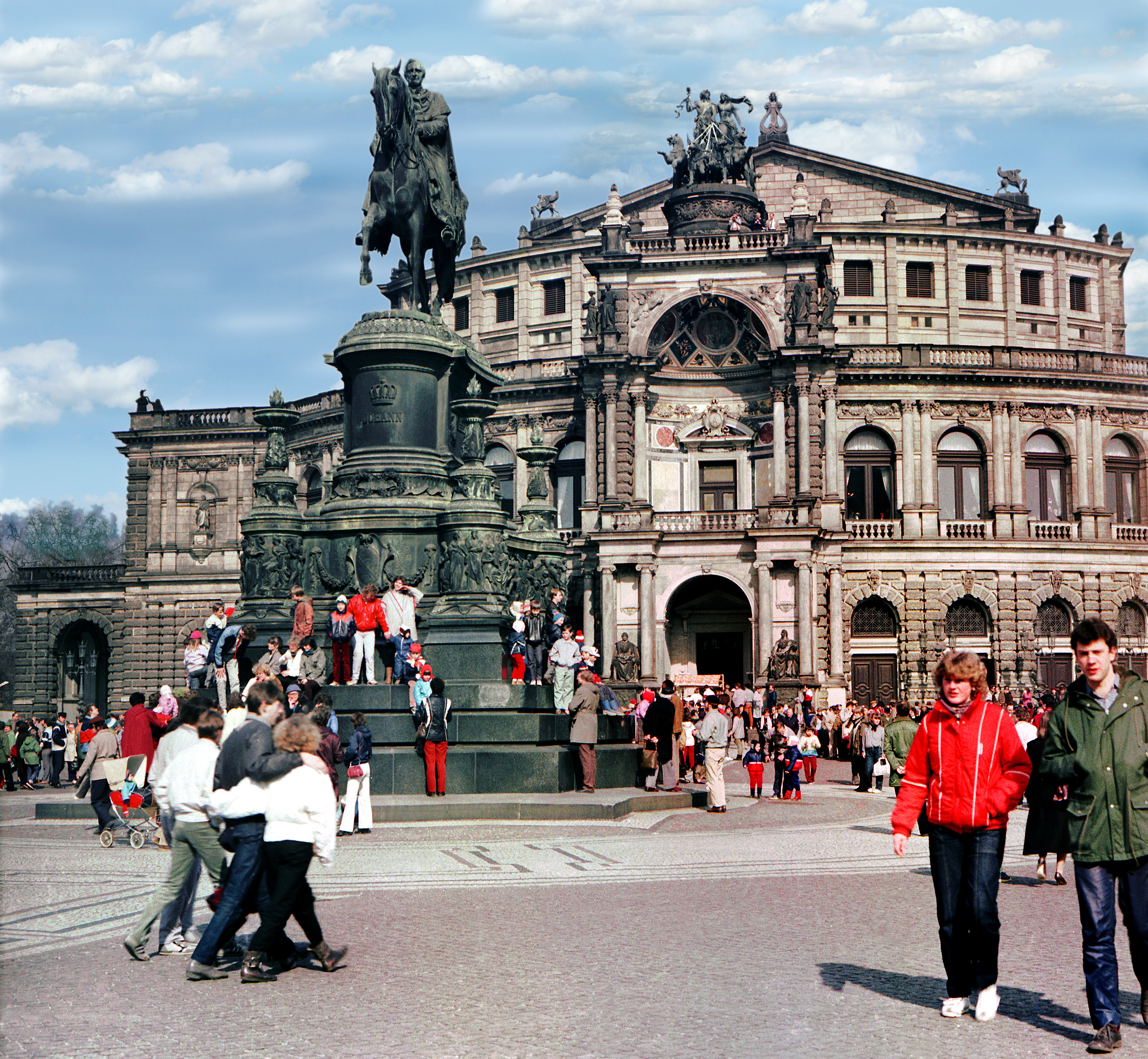
La statua equestre a Giovanni di Sassonia con sullo sfondo la Semperopern

A differenza di Altmarkt o Neumarkt, Theaterplatz non si trova all'interno del centro storico della città, ma sul bordo occidentale. Vi è quindi uno sviluppo di edifici molto limitato su Theaterplatz.
A partire da nord, l'Italienisches Dörfchen separa Theaterplatz dall'Elba. L'edificio è uno dei meno antichi sulla piazza ed è stato costruito da Hans Erlwein. Il più famoso Erlweinspeicher è un edificio tecnico.
A sud-est, Sophienstraße separa l'Italienisches Dörfchen dalla Katholischen Hofkirche con il vialetto per l'Augustusbrücke. È l'unica struttura completa barocca sulla piazza. Un piccolo vicolo separa la chiesa, che fu elevata a Cattedrale della Diocesi di Dresda-Meißen dal Residenzschloss. Questo è stato spesso ampliato e ridisegnato e non mostra chiaramente la sua facciata su Theaterplatz.
I palazzi Altstädtische Hauptwache e Zwinger sono anch'essi separati da Sophienstrasse. L'Altstädtische Hauptwache è stata progettata da Karl Friedrich Schinkel e può quindi essere assegnata alla Scuola di Schinkel (nota anche come "Classicismo di Berlino"). Lo Zwinger che confina a ovest e sud-ovest ha una facciata in stile neorinascimentale.
L'opera più famosa di Gottfried Semper si trova a nord-ovest. Si tratta del Semperoper - la terza versione del teatro - progettato da Semper sul sito del teatro di corte distrutto da un incendio. Originariamente in stile neorinascimentale, il secondo edificio, fu restaurato secondo il vecchio progetto fino al 1985, ed è costruito in uno stile misto tra neoclassico e neorinascimentale.

## Progettazione

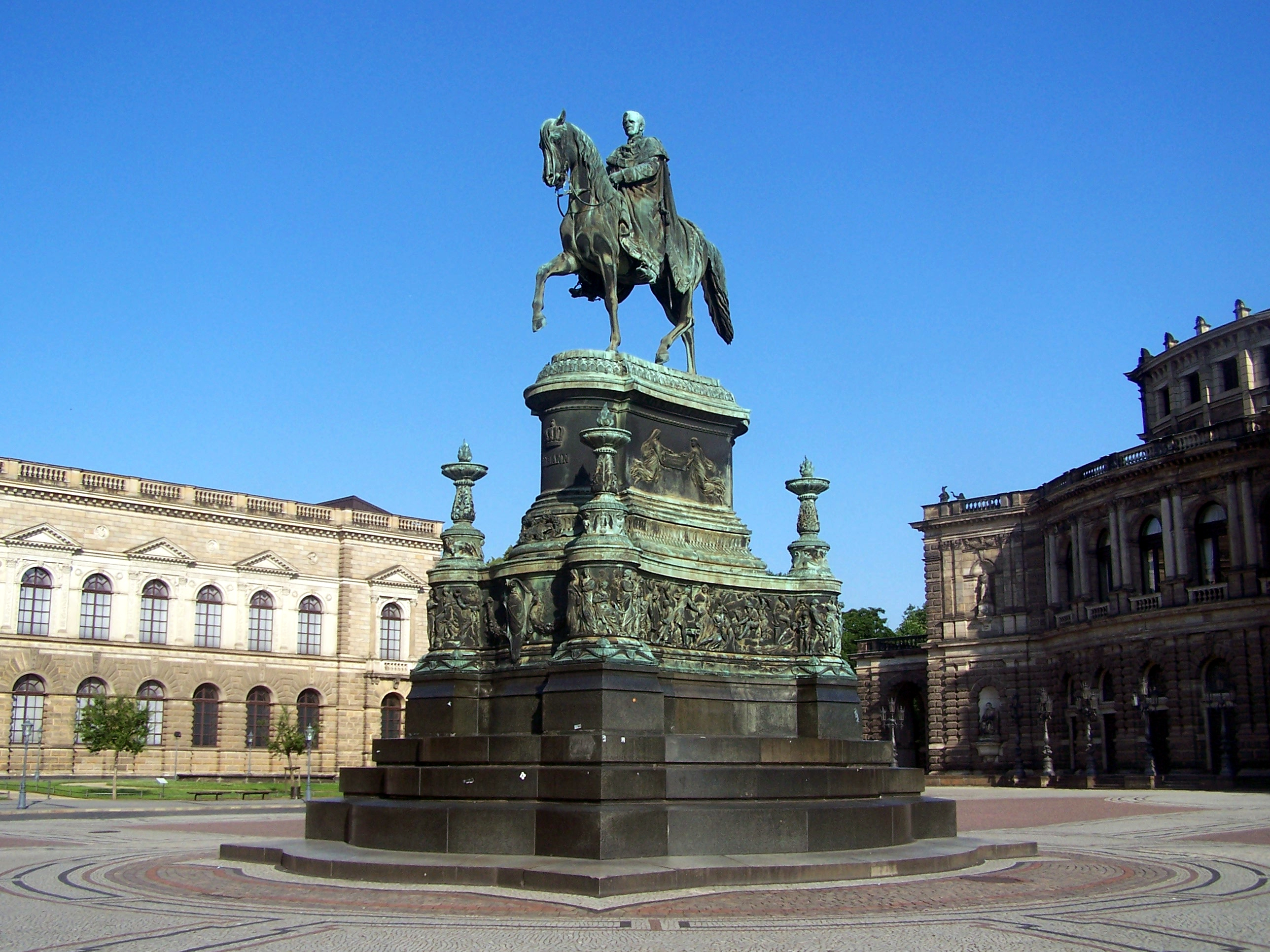
Monumento a Giovanni di Sassonia, di Johannes Schilling, al centro di Theaterplatz

Al centro della piazza del teatro si trova la statua equestre in bronzo del re sassone Giovanni, realizzato nel 1889 da Johannes Schilling.

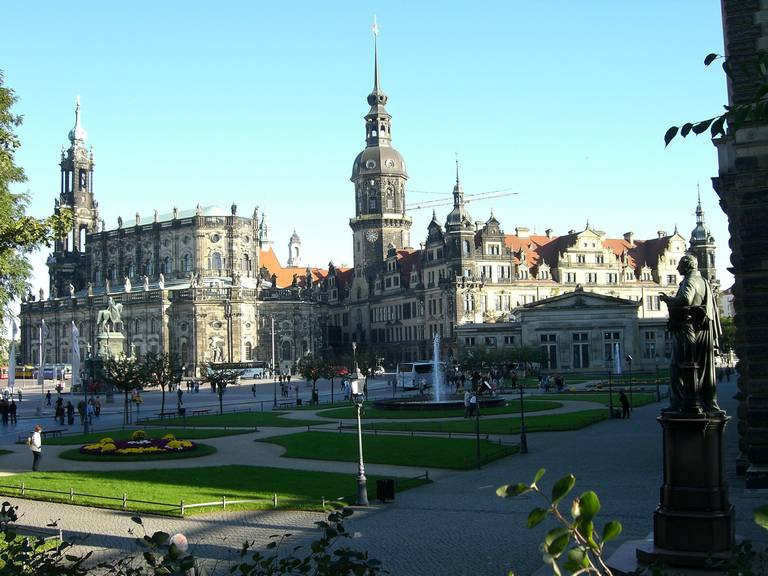
Fontana e monumento a Carl Maria von Weber, sullo sfondo si possono vedere la Katholische Hofkirche, il Residenzschloss e l'Altstädtische Hauptwache.

Di fronte alla Sempergalerie, che ospita la Gemäldegalerie Alte Meister ], ci sono due fontane circolari, ognuna con un'altra fontana centrale, costruite intorno al 1860. I disegni furono probabilmente realizzati da Semper. Le fontane hanno un diametro di dieci metri. Le basi sono realizzate in arenaria. Un monumento di Ernst Rietschel del 1858 si trova tra la Gemäldegalerie e lo Zwingerwall. La scultura in bronzo più grande rappresenta il compositore Carl Maria von Weber. Originariamente, il monumento si trovava sul lato nord di Theaterplatz di fronte all'Hotel Bellevue, situato a ovest dell'Italienisches Dörfchen. L'hotel fu distrutto nel febbraio del 1945 durante il bombardamento di Dresda.

## Storia

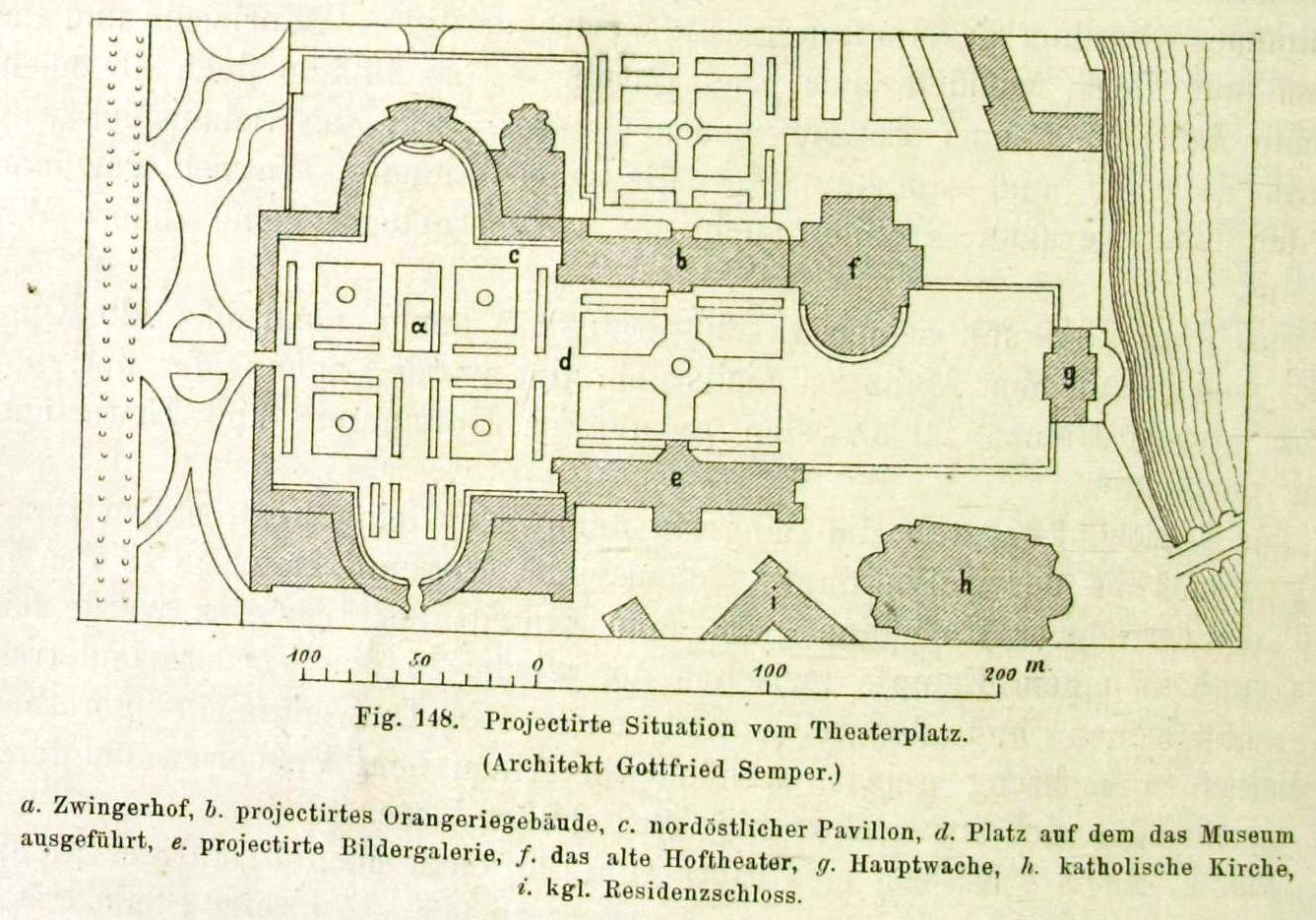
Pianta della Sempersche Forumplan del 1878

Fino al 1830, l'area dell'attuale Theaterplatz, a nord dello Zwinger, che era aperta a nord, era caratterizzata da un groviglio irregolare di vicoli e mercati, attorno ai quali erano raggruppate varie casette. Quest'area fu creata da artigiani e operai italiani che avevano contribuito alla costruzione della Katholischen Hofkirche: l'area fu quindi chiamata Italienisches Dörfchen (villaggio italiano).
Nel 1834 Gottfried Semper fu nominato professore all'Accademia d'arte e il 1º dicembre 1835 presentò un progetto per la sistemazione del lato aperto dello Zwinger (Progetto I) In un altro progetto nel 1836, il padiglione tedesco fu poi trasferito all'Elba attraverso una galleria di immagini come controparte dell'orangerie, la Altstädtische Hauptwache (corpo di guardia della città vecchia). Non era il primo progetto - di Woldemar Hermann del 1831 - ma fu quello che fu almeno in parte realizzato: il vecchio Teatro di Corte venne realizzato secondo il "piano del forum" del 1838 ("1. Semperoper“) Per realizzarlo venne demolita la parte occidentale del villaggio italiano.
Nel 1846 la Commissione prese la decisione di abbandonare definitivamente il progetto del forum e di incaricare Semper di costruire la galleria fotografica come estremità nord dello Zwinger, demolendo la parte meridionale del villaggio italiano.
Il resto del villaggio italiano fu infine bonificato nel 1854, quando fu completata la Sempergalerie (ad eccezione di una parte settentrionale dell'Elba, in seguito "Helbigs Etablissement").
Fu creata la fabbrica di zucchero Calberlasche (Hotel Bellevue dal 1853 al 1945) all'estremità nord-occidentale delimitando il distretto di Packhof dal villaggio italiano.
Dopo l'incendio nel primo edificio di Semper, si dovette costruire il secondo edificio, che fu spostato più a ovest rispetto al primo teatro per includere la Sempergalerie. Il progetto fu realizzato in connessione con l'erezione del monumento al re Giovanni, dal 1887 al 1889, e nel 1911/13 fu demolita la residua parte rimasta del villaggio italiano.
Ai tempi del Nazismo la piazza venne rinominata piazza Adolf Hitler.
Nel 1945 gli edifici che circondavano la piazza furono tutti distrutti, ad eccezione dell'Hotel Bellevue, ma ora sono stati ricostruiti. L'Hotel Bellevue fu demolito nel 1950 e la sua area è rimasta inedificata.